# Arheološko nalazište na Galijuli
Arheološko nalazište u podmorju otočića Galijule, Palagruško otočje, Grad Komiža.

## Opis
Otočić Galijula nalazi se oko 6 km istočno od Palagruže i predstavlja najjužniju točku hrvatskog teritorija. U moru oko Galijule nalaze se tri hidroarheološka nalazišta. Na jednom od njih izvađen je keramički brodski žrtvenik iz 5. st. pr. Krista, jedan od 4 takva poznata na Jadranu. Na drugom nalazištu otkrivena je u nedavnim arheološkim istraživanjima amfora tipa dressel 1C, dok su na trećem lokalitetu izvađena dva brončana topa iz 16. stoljeća, danas izložena na obali ispred Komune u Komiži. Prostor otoka i okolnog podmorja pruža značajne nalaze iz vremenskog razdoblja od preko 2000 godina. U starom vijeku i prapovijesti taj dio otoka bio je iznad mora.
Godine 2018., skupina hrvatskih istraživača pod vodstvom arheologa Jurice Bezaka otkrila je 2200 godina stari te gotovo potpuno očuvani plod masline, još uvijek s vidljivom teksturom ovojnice.

## Zaštita
Pod oznakom RST-1415, 17/5-95 zavedeno je kao nepokretno kulturno dobro - arheologija, pravna statusa zaštićena kulturnog dobra, klasificirano kao "podvodna arheološka zona/nalazište".